# Shin Takamatsu

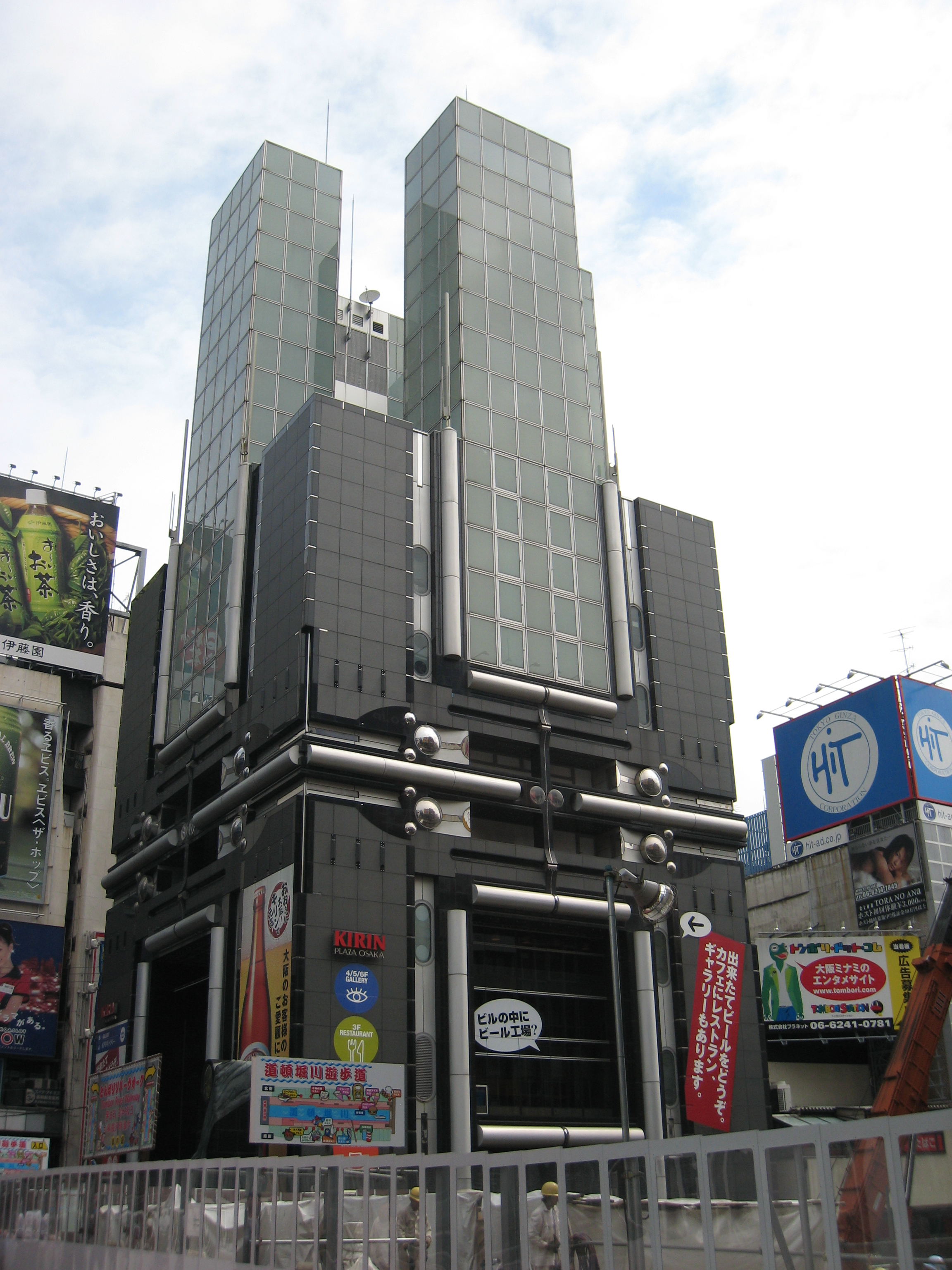
Kirin Plaza, Osaka

Shin Takamatsu (Shimane, 5 agosto 1948) è un architetto giapponese autore di diversi edifici in stile futurista-postmoderno.

## Biografía
Nacque nel 1948 nella Prefettura di Shimane  e compì i suoi studi di architettura all'Università di Kyoto dove si laureò nel 1971 ed ottenne un dottorato nel 1980. Nello stesso anno fondò lo studio di progettazione Shin Takamatsu.
Nel 1985 ottenne il primo premio alla Biennale di Venezia di architettura e nel 1993 opere di Takamatsu vennero esposte al Museo di Arte Moderna di San Francisco. 
Dal 1997 è professore all'Università di Kyoto nonché autore di diverse pubblicazioni.
Takamatsu ha ricevuto diversi premi anche Giappone, ed è membro onorario dell'American Institute of Architects (USA), del Bund Deutscher Architekten (Germania) e del Royal Institute of British Architects (Regno Unito).

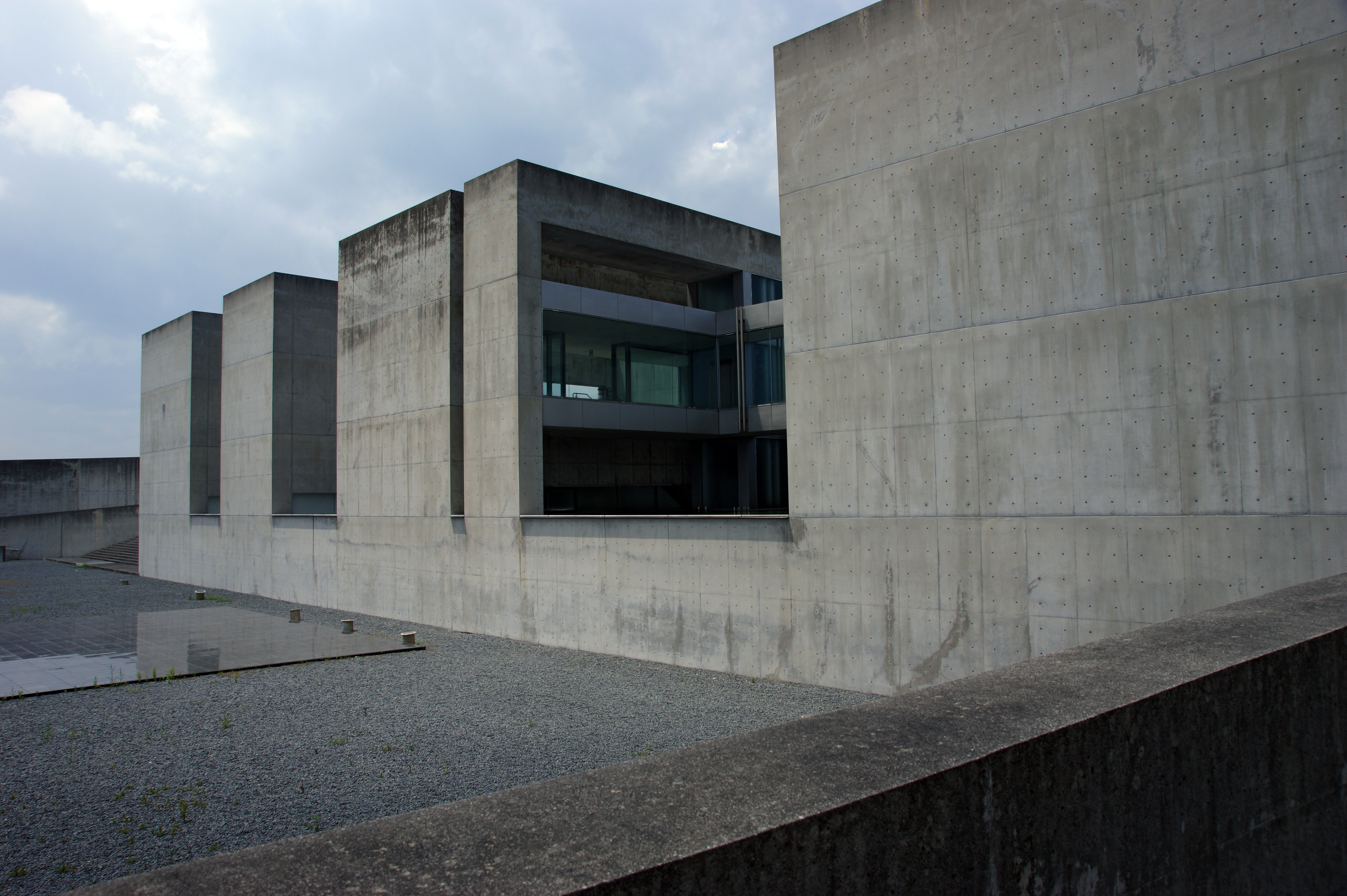
Museo di Fotografia Shoji Ueda, Hōki

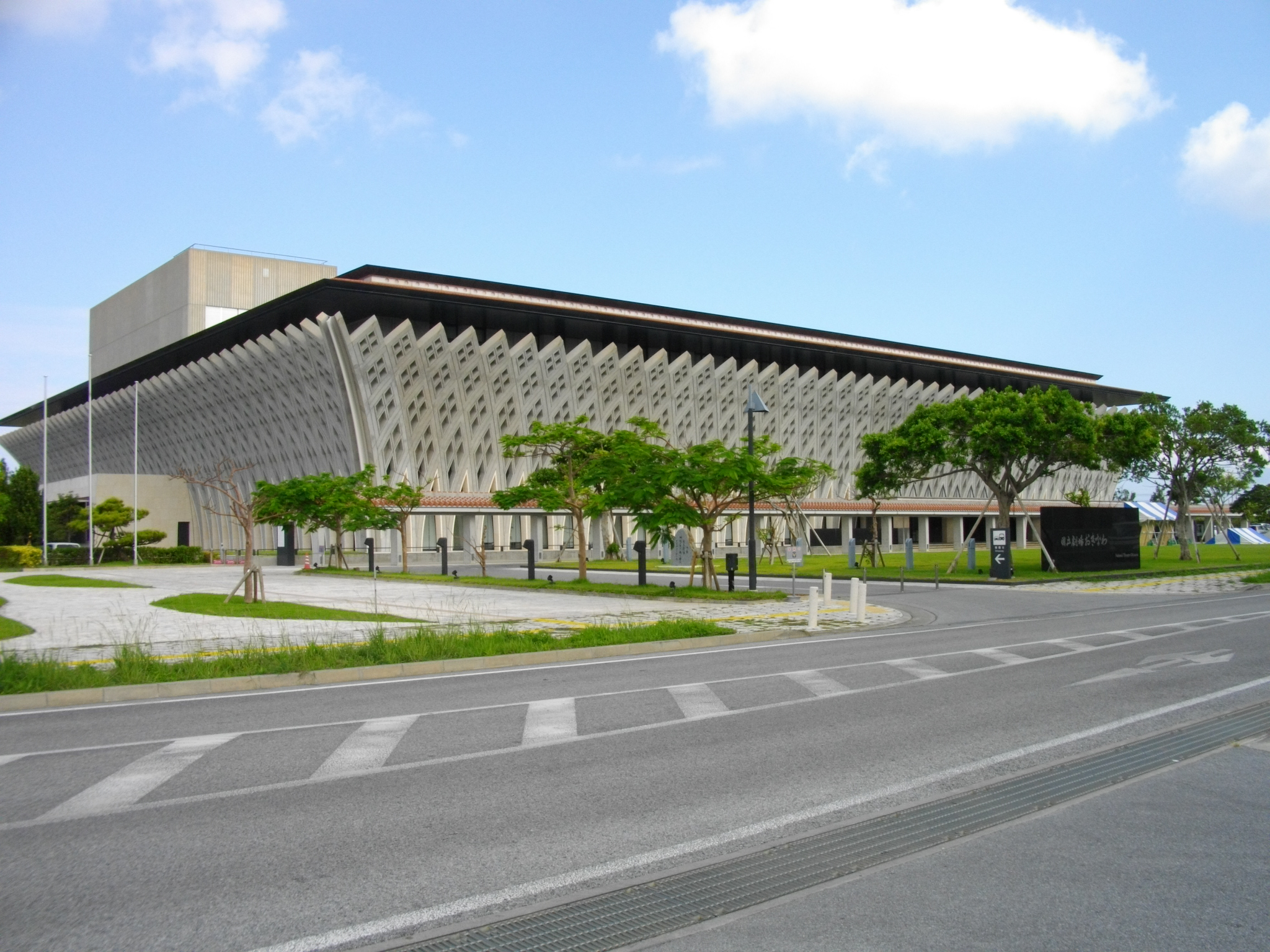
National Theater, Okinawa

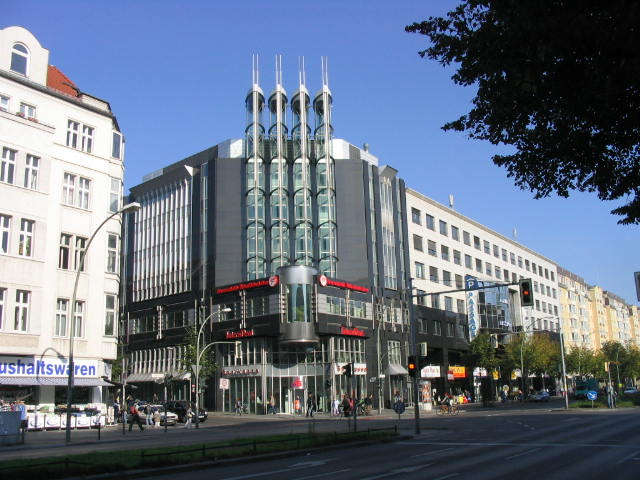
Edificio commerciale Quasar, Berlino

## Alcuni progetti
- Origin I, II, III, Kyoto, 1980-1986
- Ark (clinica dentistica), Kyoto, 1983
- Pharaoh (clinica dentistica), Kyoto, 1984
- Kirin Plaza, Osaka, 1987 (demolito)
- Solaris, Amagasaki, 1990
- Syntax, Kyoto, 1990 (demolito)
- Zeus, Nima Sand Museum, Nima, Shimane, 1990
- Kunibiki Messe Hall, Shimane, 1991-1993
- Kirin Headquarters, Chūō, Tokyo, 1990-1995
- Shoji Ueda Museum of Photography, Hōki (Tottori), 1993-1995
- Quasar Building, Berlino, 1994
- Nose Myoken-san Worship Hall “SEIREI”, Kawanishi, Hyogo, 1998
- Shikatsu Community Center, Shikatsu, Aichi, 2000
- National Theater Okinawa, Urasoe, Okinawa, 2003

## Riconoscimenti
- 1984 - Premiato dalla Japan Association of Architects nella categoria Young Architects
- 1985 - Premiato alla Biennale di Venezia
- 1987 - International Interior Design Award
- 1989 - Premiato dal Journal of Japanese Society of Commercial Space Designers
  - Osaka Prefecture Architects Presidential Award
- 1994 - Kyoto Prefecture Meritorious Cultural Service Award
  - Vincitore della competizione perla Hall del porto di Shichirui, Giappone
- 1995 - Vincitore della competizione internazionale per Babersburg, Germania
- 1996 - Premiato dal Ministero dell'Educazione giapponese con l'Art Encouragement Prize
- 1997 - Vincitore della competizione per lo Shikatsu Community center, Giappone
- 1998 - Public Architecture Prize
  - Vincitore della competizione per il Kyoto Kampo (Postal office Healh Promotional Facility), Giappone
  - Vincitore della competizione per il teatro nazionale di Kumiodori, Giappone
- 1999 - Vincitore della competizione per il Takarazuka civic performing hall, Giappone
  - Building Contractors Society (BCS) Award
- 2000 - Vincitore della competizione per il Matsue national government building, Giappone
- 2001 - Vincitore della competizione per l'All-round Research and Experement Center, Kyoto University-Uji, Giappone
  - Vincitore della competizione internazionale per MultiCasa Duisburg, Germania
- 2002 - Vincitore della competizione per il Kyoto Innovation Center, Giappone
  - Vincitore della competizione First per il Kaohsiunng Metropolitan Rapid Transit Ta Kang Pu Station
  - First Prize for Wakayama Prefectural
- 2004 - Vincitore della competizione per la scuola elementare di Doshisha, Kyoto
  - Vincitore della competizione per l'asilo pubblico di Shikatsu-cho
- 2006 - Building Contractors Society (BCS) Award
  - Vincitore della competizione per il Rike Square Complex, Tbilisi, Georgia